# باول رولاند
باول رولاند (بالإنجليزية: Paul Roland)‏ هو مغن مؤلف وكاتب ومؤلف وصحفي بريطاني، ولد في 6 سبتمبر 1959 في كنت في المملكة المتحدة.

## وصلات خارجية
- الموقع الرسمي
- باول رولاند على موقع ميوزك برينز (الإنجليزية)
- باول رولاند على موقع أول ميوزيك (الإنجليزية)
- باول رولاند على موقع ديسكوغز (الإنجليزية)